# Геджешть (комуна)
Геджешть, Геджешті (рум. Găgești) — комуна у повіті Васлуй в Румунії. До складу комуни входять такі села (дані про населення за 2002 рік):
- Геджешть (509 осіб)
- Джуркань (652 особи)
- Пейкань (630 осіб)
- Попень (44 особи)
- Тупілаць (424 особи)

Комуна розташована на відстані 256 км на північний схід від Бухареста, 38 км на південний схід від Васлуя, 96 км на південь від Ясс, 100 км на північ від Галаца.

## Населення
За даними перепису населення 2002 року у комуні проживали 2259 осіб. Усі жителі комуни рідною мовою назвали румунську.
Національний склад населення комуни:
| Національність | Кількість осіб | Відсоток |
| -------------- | -------------- | -------- |
| румуни         | 2258           | > 99,9%  |
| серби          | 1              | < 0,1%   |

Склад населення комуни за віросповіданням:
| Релігія       | Кількість осіб | Відсоток |
| ------------- | -------------- | -------- |
| православні   | 2224           | 98,5%    |
| адвентисти    | 21             | 0,9%     |
| п'ятдесятники | 13             | 0,6%     |
| лютерани      | 1              | < 0,1%   |